# Laughter
Laughter és una pel·lícula de comèdia estatunidenca pre-Codi de 1930 dirigida per Harry d'Abbadie d'Arrast i protagonitzada per Nancy Carroll, Fredric March i Frank Morgan. Va ser rodat als Estudis Astoria a la ciutat de Nova York.
La pel·lícula va ser nominada a un Oscar a la millor història.
Se n'ha conservat una còpia a la Biblioteca del Congrés.
El 1931, es va publicar una versió en alemany anomenada Die Männer um Lucie protagonitzada per Liane Haid i Lien Deyers. Aquesta pel·lícula es considera perduda.

## Argument
Peggy és una ballarina de Follies que abandona la seva vida de vincles sense preocupacions per assolir el seu objectiu de casar-se amb un milionari. Per desgràcia, el seu marit de més edat, el corredor C. Mortimer Gibson, és un avorrit ben intencionat, i aviat la Peggy comença a buscar entreteniment en un altre lloc.
Un any després del seu matrimoni, es produeixen tres esdeveniments significatius gairebé simultàniament. L'antic xicot de Peggy, Paul Lockridge, un compositor i pianista que està enamorat d'ella i sembla tenir una broma divertida per a cada ocasió, torna de París. Ella es retroba amb ell mentre ell li ofereix la seva companyia com una diversió de la seva vida atapeïda. A més, Ralph Le Saint, un jove escultor que encara està enamorat de Peggy, planeja el seu suïcidi amb un estat d'amargor, i la filla de Gibson, Marjorie, torna de l'escola a l'estranger. Aviat la Marjorie s'aparella amb Ralph, i el romanç que es desenvolupa entre ells es paral·lela a la aventura d'adults entre Peggy i Paul.
Les escapades de Ralph i Marjorie generen problemes considerables per a Mortimer, mentre que Paul implora a Peggy que vagi a París amb ell, declarant-li "Ets rica, fastigosament rica. T'estàs morint. Necessites riure per fer-te neta", però ella es nega. Quan Marjorie planeja fugir amb Ralph, Peggy exposa l'escultor com un caçador de fortunes; i, abatut, se suïcida. Com a resultat, Peggy confessa la seva infelicitat a Gibson, després s'uneix a Paul i riu a París.

## Repartiment
- Nancy Carroll com a Peggy Gibson
- Fredric March com a Paul Lockridge
- Frank Morgan com a C. Morton Gibson
- Glen Anders com a Ralph Le Sainte
- Diane Ellis com a Marjorie Gibson
- Ollie Burgoyne com a Pearl
- Leonard Carey com a Benham

## Recepció
El 1998, Jonathan Rosenbaum del Chicago Reader va incloure la pel·lícula a la seva llista sense classificar de les millors pel·lícules americanes no incloses a l'AFI Top 100.

## Premis i distincions
Premis Oscar
| Any  | Categoria       | Persona                                                       | Resultat |
| ---- | --------------- | ------------------------------------------------------------- | -------- |
| 1931 | Millor història | Harry d'Abbadie d'Arrast, Douglas Doty i Donald Ogden Stewart | Nominat  |

National Board of Review
| Any  | Reconeixement              | Resultat |
| 1930 | Deu millors films de l'any | Inclosa  |
| ---- | -------------------------- | -------- |